# Kelet (hajó)
A Kelet nevű magyar tengeri áruszállító gőzhajó 1913-ban épült Nagy-Britanniában, Tregarthen néven. 1933-ban a Neptun Tengerhajózás Rt. megvásárolta, ekkor kapta a Kelet nevet, innentől kezdve magyar zászló alatt hajózott. 1940-ben egy német tengeralattjáró elsüllyesztette. 

## Története
A Tregarthen a John Readhead & Sons Ltd. hajógyárában épült a Tyne folyó torkolatában található South Shieldsben. 1913. május 22-én bocsátották vízre, az építését júniusban fejezték be. A 112 méter hosszúságú, 4263 bruttóregisztertonnás gőzöst a St Ives-ben székelő Hain Steamship Co Ltd. (Sir Edward Hain és fia) rendelte meg. 1915-ben az ifjabb Hain elesett Gallipolinál, így a céget eladták a The Peninsular and Oriental Steam Navigation Company (P&O)-nak. A nagy gazdasági világválság következtében kevesebb hajótérre volt szükség, így a cég 1930-ban a Tregarthen-t kivonta szolgálatból és Fal folyón lehorgonyozta.

### Magyar lobogó alatt
1933-ban a Burger Bernát tulajdonában álló Neptun Tengerhajózási Rt. megvásárolta, és Kelet néven, magyar zászló alatt szolgálatba állította. A hajó hivatalosan 1934. február 3-án került magyar hajólajstromba.
A II. világháború kitörése után a Kelet – hasonlóan más, a tengereket járó magyar kereskedelmi hajókhoz – a brit kormány bérletébe került a Magyar Tengerészeti Hivatal hozzájárulásával. A bérlet határozatlan időre, a háború időtartamára szólt. 1940 elején a Kelet Indiából szállított mogyorót Marseilles-be, majd ennek kirakása után Algírban ércrakományt vett fel, majd Gibraltár érintéséve Cardiffba hajózott, ahol kirakodott. Cardiffban egy löveget szereltek a fedélzetre, emmek kezelésére egy tengerész altiszt csatlakozott a legénységhez. Június elején a Kelet a 28 egységből álló OB-162 konvoj részeként Kanadába indult. Négy napi hajózás után kijutottak a német tengeralattjárók által veszélyeztetett övezetből, ekkor a konvoj feloszlott, az egyes hajók egyénileg indultak úti céljuk felé. A Kelet június 16-án futott be a Belle Island szigeten található Wabana kikötőjébe, hogy ércet rakodjon be. Arról azonban nem szereztek tudomást, hogy június 10-én Olaszország és Kanada között beállt a hadiállapot, ezért a wabana-i kökötőben a hatóságok a legénység hat, olasz állampolgárságú tagját, köztük a II. tisztet, internálták. E miatt, illetve a háborús veszélyek és szigorítások miatt (pl. hajóelhagyás tilalma a kikötőben) a legénység tagjai jelentős béremelést kezdtek követelni. A hajó parancsnoka, Potzner Frigyes igyekezett csillapítani az indulatokat, de sikertelenül: az elégedetlenkedők sztrájkolni kezdtek, csak rendőri segítséggel sikerült helyreállítani a rendet a hajón. A munkát megtagadókat azonban a kikötői hatóság nem engedte partra szállni. A berakodást végül 28-án fejezték be, a sztrájoklók helyére sikerült munkaerőt találni, így a Kelet elindulhatott Halifaxba, ez volt a Kanadából induló konvojok egyik fő gyülekezőhelye. A munkát megtagadó tengerészek továbbra is a fedélzeten maradtak, az ő féken tartásukra három őr is csatlakozott a legénységhez. A hajó magyar szakácsát, Vetró Jánost hátra kellett hagyniuk, akit betegség miatt a St. John's-i kórházba szállítottak.
Halifaxba érve a hatóságok engedélyezték a sztrájolók leszállását. A 33 fős személyzetben csak hatan maradtak magyarok. A Kelet csatlakozott a Nagy-Britanniába tartó, 47 hajót számláló HX-56 jelzésű konvojhoz, azonban már az első nap el is szakadtak tőle, mert nem bírták tartani a sebességet. A hajó végül gond nélkül elérte Milford Haven-t, azonban aknaveszély helyett sem itt, sem a az eredeti célként kijelölt Port Talbot-ba sem tudtak befutni. Végül Swansea-ban sikerült kikötni, majd néhány napi veszteglés után, augusztus 2-án áthajóztak Port Talbot-ba és kirakodhattak. Rakományt nem vettek fel, így ballaszttal megterhelve indult vissza a hajó Amerikába, a végső úti cél a floridai Tampa volt. A Kelet augusztus 12-én csatlakozott az 53 kereskedelmi hajóból és két kísérőből álló OB-197 konvojhoz. A hajókaravánt augusztus 16-án tengeralattjáró-támadás érte, a torpedók megrongálták a holland Alcinous gőzöst, a svéd Heidrun és brit Clan Macphee pedig elsüllyedtek. 15 óra 30-kor a konvojparancsnok elrendelte a feloszlatást, innentől minden hajó az egyéni úticéljának megfelelő irányba haladt. A feloszlatás után a Kelet rábukkant a Clan Macphee mentőcsónakban hánykolódó túlélőire, akiket a fedélzetére vett. Mivel a kimentett hajótöröttek (mintegy 40 fő) egy része sebesült volt, ráadásul a hajó készletei a megnövekedett létszám miatt nem tartottak volna ki Tampáig, Potzner úgy határozott, hogy az Azori-szigetek felé veszi az irányt.

### AKeletelvesztése
19-én, 4 óra után egy tengeralattjáró tűnt fel a hajó mögött, amely figyelmeztető lövést adott le, majd fényjelekkel utasította a parancsnokot, hogy csónakon küldje át a hajó okmányait, átvizsgálásra. A német hadihajó az UA  jelzésű tengeralattjáró volt, parancsnoka Hans Cohausz korvettkapitány. Kehrer István I. tiszt azonban hiába hivatkozott arra, hogy a Kelet semleges állam zászlaja alatt hajózik, nem visz rakományt, illetve a nagy számú kimentett hajótöröttre, a német parancsnok egy órát adott a hajó kiürítésére. Kehrer visszatérése után a 33 fős legénység a hajótöröttekkel együtt csónakokba szállt, a túléléshez szükséges felszereléssel, készletekkel és a hajó okmányaival együtt. A határidő letelte után a tengeralattjáró egy torpedót lőtt a gőzösbe, majd a tizenhárom lövést adott le rá a 10,5 cm-es fedélzeti lövegéből. Ennek eredményeképpen a Kelet 1941. augusztus 19-én 10 órakor, hozzávetőlegesen az északi szélesség 49°40' és a nyugati hosszúság 21°40' pozícióban elsüllyedt. 
Mivel mintegy 550 tengeri mérföldre voltak a legközelebbi szárazföldtől, a Kelet hajótöröttjei két csoportra oszlottak, hogy megmentésük esélyét növeljék. Potzner Frigyes kapitány, Kehrer István I. tiszt, Székely András kadét, Horváth Kálmán főgépész, Szalay Jenő matróz, a saját legénység nagy része és a Clan Macphee néhány túlélője alkották az egyik csoportot Potzner parancsnoksága alatt. A másik csapat vezetője Harry Willoughby Chadd lett, a Clan Macphee első tisztje. Hozzájuk csatlakozott Csikós Ferenc pincér, abból a megfontolásból, hogy ha csak ők menekülnek meg, a magyar legénységből maradjon hírmondó. Bár kettéváltak, mindkét társaság a Golf-áramlatot kihasználva próbálta meg elérni Írország partjait. Chaddéket öt nappal később a norvég Varegg gőzös kimentette, majd az írországi Galway kikötőjébe vitte. Potznerék csónakjait a hetedik napon észlelte a brit haditengerészet HMS Wellington nevű szlúpja, amely egy Gibraltárba tartó konvojt kísért. A magyarok itt kiszálltak, majd a madridi magyar követségre mentek, ahol leadták a hajó okmányait. Végül Barcelona és Róma érintésével repülőn érkeztek Budapestre november 3-án. Pozner Frigyes kapitány november 8-án tette meg jelentését a Kelet elvesztéséről a Magyar Tengerészeti Hivatalnál.

## Emlékezete
A Kelet mentőcsónak-iránytűjét a komáromi Juba Ferenc Tengerészettörténeti Gyűjtemény őrzi. 